# Marchantia breviloba
Marchantia breviloba là một loài Rêu trong họ Marchantiaceae. Loài này được A. Evans mô tả khoa học đầu tiên năm 1917.